# 周宝生
周宝生（1953年—），湖北嘉鱼人，汉族，中华人民共和国政治人物、第十二届全国人民代表大会湖北地区代表。
毕业于湖北大学行政管理专业。加入中国共产党。担任湖北田野集团公司党委书记、董事长。2008年起担任全国人大代表。2013年，担任全国人大代表。